# Борода (сленг)
Борода — це жаргонний термін, який описує людину, яку свідомо чи несвідомо використовують як романтичного партнера (хлопця чи дівчину) або подружжя для приховування своєї сексуальної орієнтації. Цей термін можна використовувати як в гетеросексуальному та гомосексуальному контексті, але особливо він використовується в культурі ЛГБТІК +.

## Історія
Вживання терміна борода відноситься до 20 століття, до руху за права геїв та лесбійок. Це було в той час, коли гомосексуальні стосунки ще не отримали суспільного визнання в західному світі. На початку та до середини 20 століття гомосексуальні особи використовували супутника для приховування своєї сексуальної орієнтації. Ці стосунки, як правило, були між лесбійками та геями, які намагались розвіяти чутки про гомо-орієнтацію. Сьогодні цей термін використовується менше внаслідок більшого прийняття гомосексуальності в Західних країнах, але все ще іноді використовується молодими людьми з традиційних громад або консервативних країн.

## Приховування сексуальної орієнтації
Використання терміна борода стосується людини, яка служить для маскування чужої сексуальної орієнтації. Прикладом може служити жінка, з якою гей робить вигляд, що зустрічається, намагаючись приховати свою сексуальність. Також багато повідомлялось про лавандові шлюби 1920-х років у Голлівуді. В інтерв'ю 2011 року Бетті Вайт заявила, що вона часто служила бородою Ліберасі, щоб протистояти чуткам про його гомосексуальність. Такі відносини можуть спричинити юридичні та емоційні проблеми для обох сторін, особливо коли вони закінчуються.